# KIN (album med Pat Metheny)
KIN (←→) från 2014 är ett musikalbum med gitarristen Pat Metheny Unity Group.

## Låtlista
All musik är skriven av Pat Metheny.
1. On Day One – 15:16
2. Rise Up – 11:57
3. Adagia – 2:15
4. Sign of the Season – 10:14
5. Kin (←→) – 11:06
6. Born – 7:51
7. Genealogy – 0:38
8. We Go On – 5:33
9. Kqu – 5:27

## Medverkande
- Pat Metheny – gitarrer, orchestrion, syntar
- Chris Potter – tenorsax, basklarinett, sopransax, klarinett, altflölt, basflöjt
- Giulio Carmassi – piano, trumpet, trombon, valthorn, cello, vibrafon, klarinett, flöjt, blockflöjt, altsaxofon, wurlitzer, vissling, sång
- Ben Williams – kontrabas, elbas
- Antonio Sanchez – trummor, cajón

## Listplaceringar
| Lista (2014)  | Topplacering |
| ------------- | ------------ |
| Italien       | 14           |
| Portugal      | 24           |
| Tyskland      | 64           |
| Nederländerna | 65           |
| Spanien       | 66           |
| Belgien       | 77           |
| Frankrike     | 161          |